# N-أسيتيل-جالاكتوزأمين
N-أسيتيل-جالاكتوزأمين (بالإنجليزية: N-Acetylgalactosamine)‏ ويعرف اختصارًا GalNAc هو سكر أميني مُشتق من الجلاكتوز.

## الوظيفة
يُعتبر إن-أسيتيل-جالاكتوزأمين في البشر هو الكربوهيدرات النهائي الذي يُشكل مستضد الزمرة الدموية A.
عادة ما يكون أول سكر أحادي يربط السيرين أو الثريونين بأشكالٍ معينة من غلكزة البروتين.